# St. Maria (Allmenhausen)

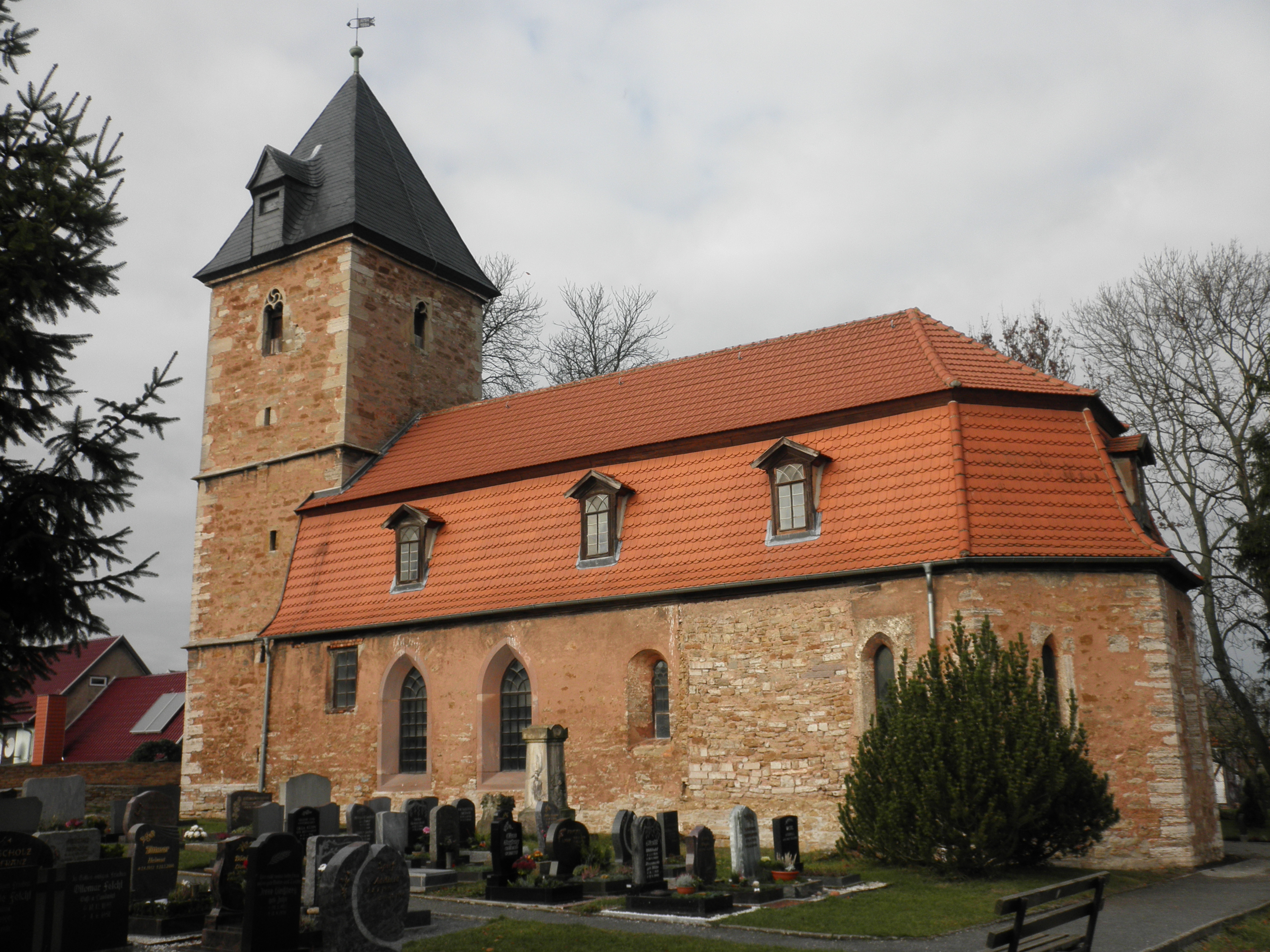
Marienkirche (Allmenhausen)

Die evangelische Pfarrkirche St. Maria steht in Allmenhausen, einem Ortsteil der Stadt Ebeleben im südwestlichen Teil des thüringischen Kyffhäuserkreises.

## Geschichte
Die Dorfkirche wurde 1501 erbaut. Sie wurde im 18. und 19. Jahrhundert verändert, innen zuletzt 1976. Die Kirchengemeinde gehört zum Pfarrbereich Ebeleben.

## Baubeschreibung
Die Saalkirche hat einen eingezogenen Glockenturm im Westen. Der dreigeschossige Turm hat ein Pyramidendach. Im 2. Obergeschoss, hinter einem Maßwerkfenster mit Dreischneuß, befindet sich die Glockenstube. Im 18. Jahrhundert erhielt das Kirchenschiff ein zum Chor hin abgewalmtes Mansarddach mit 3 Dachgauben an den Längsseiten. Im 19. Jahrhundert wurden in die Mauern große Spitzbogenfenster eingefügt. Die Nordseite weist zwei gotische, spitzbogige Portale mit Ritzzeichnungen auf. Der Saal enthält eine flache Holztonne und zweigeschossige Emporen auf drei Seiten. 
An der Südseite des Kirchenschiffs befand sich ein in Fachwerk gebauter, eigener Zugang für die Familie des Rittergutes. Nachdem der Fachwerkanbau verfallen war, wurde er abgerissen und der einstige Zugang vermauert.

## Ausstattung
Der Kanzelaltar wird Jacob Töpfer um 1690 zugeschrieben. Er zeigt geschnitztes Blattwerk mit Büsten von Engeln und in der Brüstung das Wappen derer von Schlotheim.
Die Orgel mit einem Manual und Pedal und 12 Registern wurde um 1800 von Ludwig Wilhelm Hähnert gebaut. Das Orgelprospekt stammt aus dem späten 18. Jahrhundert. Im Turm befinden sich vier Glocken. Die drei größeren von ihnen sind aus Eisenhartguss und wurden 1919 von Schilling & Lattermann gegossen. Allerdings ist deren Lebensende erreicht, wie man es an der porösen Oberfläche erkennen kann. Eine kleine Bronzeglocke ist ebenfalls vorhanden. Sie kann momentan allerdings nicht geläutet werden.